# Rudolf Wels

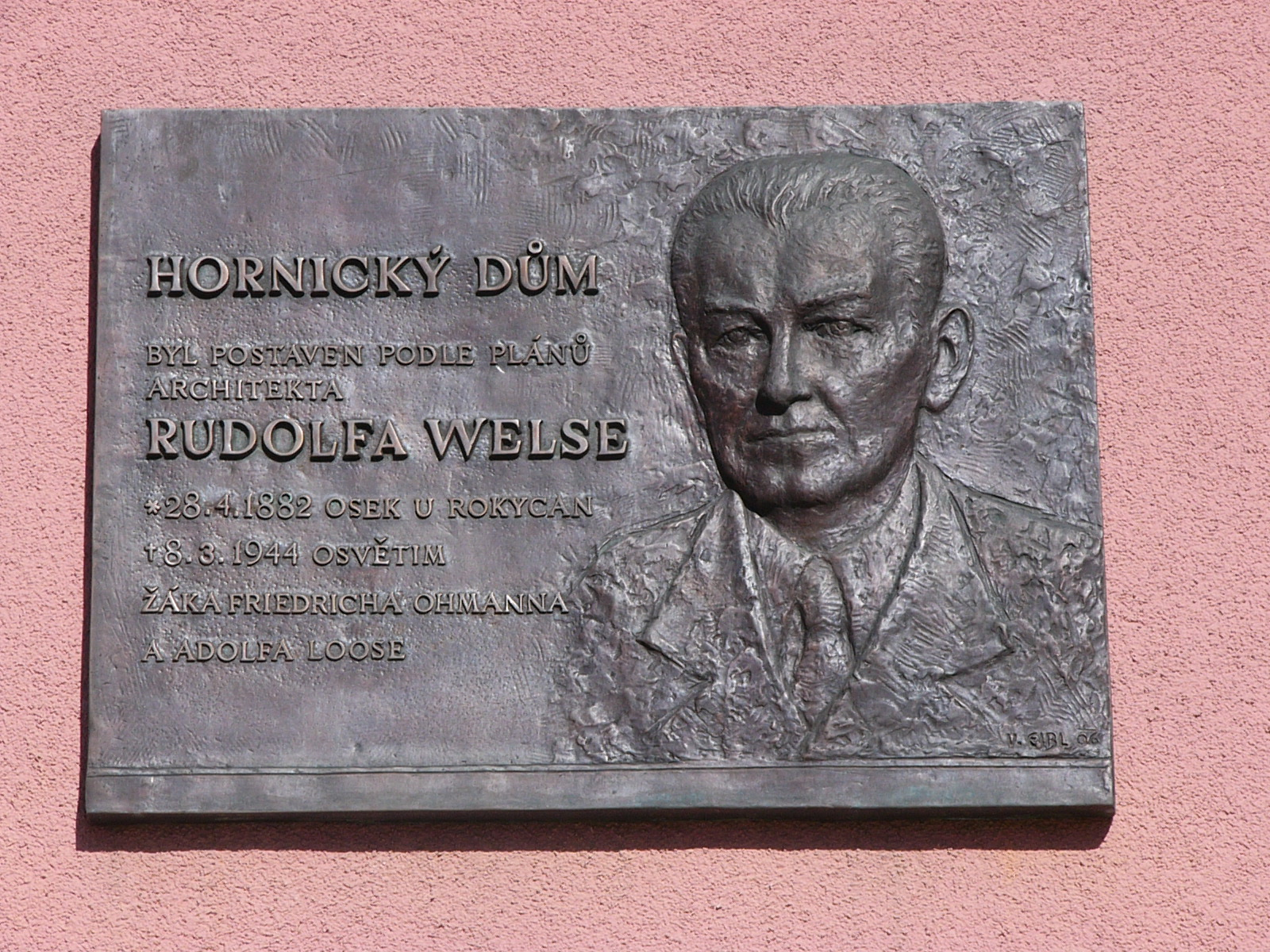
Gedenktafel am Bergarbeiterheim

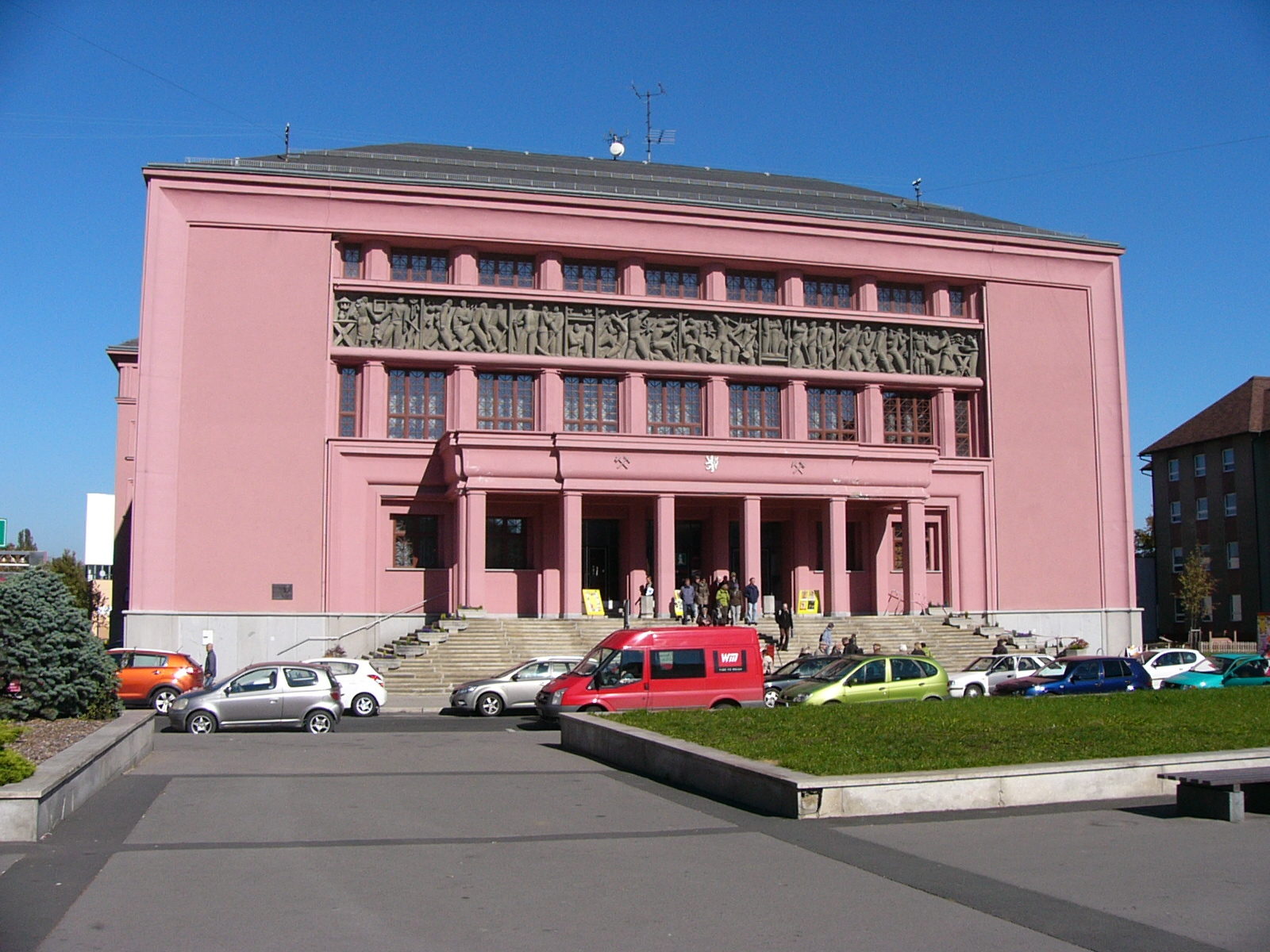
Bergarbeiterheim in Sokolov

Rudolf Wels (* 28. April 1882 in Osek bei Rokycany; † 8. März 1944 im KZ Auschwitz) war Architekt und ein Schüler von Friedrich Ohmann und Adolf Loos.
Seine Werke stehen in Sokolov (Falkenau), Karlovy Vary (Karlsbad) und Umgebung und in Prag.
Wels entwarf unter anderem ein Bergarbeiterheim in Sokolov. Hier nutzte er den Raumplan seines Lehrers Loos.